# 2034年アジア競技大会
2034年アジア競技大会（2034ねんアジアきょうぎたいかい）は、2034年11月29日から12月14日までサウジアラビア・リヤドで開催される予定の第22回アジア競技大会。2020年12月16日に2030年大会と同時に決定した。サウジアラビアでの開催は初。

## 関連
- 2034 FIFAワールドカップ